# Державний науково-дослідний гірничорудний інститут
Державний науково-дослідний гірничорудний інститут — головний НДІ з видобутку всіх видів гірничорудної сировини в Україні. Є структурним підрозділом Криворізького національного університету.

## Історія
Створений у 1933 році. До 1992 року був головним НДІ з видобутку залізних, марганцевих і хромових руд підземним способом в СРСР і відкритим способом в Україні. Особливість роботи інституту — комплексне охоплення всіх технологічних і екологічних аспектів розробки різних родовищ.
Інститут виконував проекти для ГЗК та копалень Криворізького басейну, Уралу, Сибіру, Далекого Сходу, Норільського комбінату, Криворізького ГМК, Полтавського ГЗК, міністерств і відомств України, а також підприємств і організацій Румунії, РФ, Польщі, колишньої Югославії, Чехії і Словаччини, Болгарії, Куби, Німеччини.